# 樂高未來騎士團
《樂高未來騎士團》（英語：Lego Nexo Knights）是一部丹麥製作的動作喜劇電視動畫，根據樂高的同名主題玩具製作。該系列於2015年12月13日在美國的卡通頻道首播。

## 劇情
在一個未來科幻風格的中世紀世界，五位年輕且勇敢的未來騎士必須對抗邪惡小丑從魔物之書中放出的熔岩怪獸大軍，以保護騎士王國（Knighton）和世界的和平。

## 系列概要
樂高未來騎士團動畫到目前為止共播出4季，每季共10集，每集約20~25分鐘。
| 季數  | 集數 | 開播年份 | 首集首播時間 | 尾集首播時間 |
| ----- | ---- | -------- | ------------ | ------------ |
| 第1季 | 10   | 2016     | 2016/1/11    | 2016/3/24    |
| 第2季 | 10   | 2016     | 2016/8/13    | 2016/10/22   |
| 第3季 | 10   | 2017     | 2017/2/4     | 2017/4/8     |
| 第4季 | 10   | 2017     | 2017/8/21    | 2017/9/1     |

## 角色

### 未來騎士
未來騎士為騎士王國的守護者，主要對抗小丑的邪惡勢力和熔岩怪獸大軍。
- 克雷·穆林頓（Clay Moorington，配音：賈爾斯·潘特（英语：Giles Panton））

未來騎士之一和領導者，象徵著「正義」。盔甲是藍色，盔甲的胸口處有著老鷹圖樣。招牌武器為闊刃大劍，在第四季中能夠使用魔法。
性格固執、認真，但有著對於失敗的恐懼。常以隊長的口吻督促其他騎士，起初令大家反感，後來大家認可他的領導才能而成為領導者。
依官網上的描述，克雷是名孤兒，但在第四季中傳出了雷電女巫是克雷親生母親的信息，他花費每一天的努力來成為騎士；夢想成真後，他仍每天都在進行訓練，以學習新技能來對抗邪惡。睡覺時，會夢到自己將在明天表現其英雄行徑。
年幼時曾受梅洛克照顧，並時常與他在一起生活。他一天只睡兩小時，並在早上五點半就在模擬室訓練。
其名字為「蘇格蘭闊刃大劍（Claymore）」的簡寫。
- 阿隆·福斯（Aaron Fox，配音：亞歷山卓·朱利安尼（英语：Alessandro Juliani））

未來騎士之一，象徵著「卓越」。盔甲是綠色，盔甲的胸口處有著狐狸圖樣。招牌武器為弩。
性格樂天、無所畏懼（除了「無所事事」外）、熱愛冒險。常將盾牌當作漂浮滑板使用（得到盾牌前是使用一般的漂浮滑板）。
依官網上的描述，阿隆生長在海邊，他只有一個簡單的生活目標，那就是找到極致的刺激。休息時，他會與艾克索一起玩電動。
他總是戴著耳機。似乎有著很多兄弟姐妹。
其名字為「箭（Arrow）」的改寫。
- 艾克索（Axl，配音：布萊恩·德拉蒙德）

未來騎士之一，象徵著「堅強」。盔甲是黃色，盔甲的胸口處有著公牛圖樣。招牌武器為戰斧。
身型魁武，個性單純，很少說話，且擅長烹飪。無時無刻不肚子餓，所以總是食物不離口；就算在戰鬥中，也能找機會吃一口，食物也是他的能量來源。
依官網上的描述，艾克索生長在採礦國的一個鄉村小鎮。除了吃東西外，休息時，還會彈電子琵琶或與阿隆一起玩電動。
他是目前唯一沒有姓氏的騎士主角。他總是穿著盔甲，是因為他喜歡隨時都呈現在最佳戰鬥準備狀態。
其名字為「斧（Axe）」的改寫。
- 梅西·哈伯特公主（Princess Macy Halbert，配音：艾琳·馬修斯（英语：Erin Mathews））

未來騎士之一和王國的公主，象徵著「勇敢」。盔甲是紅色，盔甲的胸口處有著龍圖樣。招牌武器為釘頭槌。
個性和行徑有些粗暴、男孩子氣，但相當勇敢。不顧父親意見堅持要成為騎士。不喜歡穿裙子。
依官網上的描述，梅西想向她的父親證明她是名偉大的戰士，但也時常讓父親擔心。
她是騎士主角中唯一的女性。其戰鬥天賦似乎遺傳自母親。
其名字為「釘頭槌（Mace）」的改寫，而姓氏則為「斧槍（Halberd）」的改寫。
- 蘭斯·瑞奇蒙（Lance Richmond，配音：伊恩·翰林）

未來騎士之一，象徵著「謙恭」。盔甲是白色，盔甲的胸口處有著馬圖樣。招牌武器為長槍。
性格高傲囂張，有自戀傾向，愛出風頭，常與克雷起爭執。常欺負機械管家丹尼斯，同時又依賴他。
依官網上的描述，蘭斯喜歡與邪惡的怪物打鬥，以使自己成名。他生長於富裕的家庭，並時常保持著從容的態度。
他不喜歡受訓，寧願放鬆休息，也不聽從命令，喜歡衝動行事。但有時也會關心朋友而放下自豪的態度。蘭斯將自己的武器長槍取了和自己相同的名字。
其名字為「蘭斯洛特（Lancelot）」的簡寫。

### 配角
- 羅賓·安德伍德（Robin Underwood，配音：艾琳·馬修斯（英语：Erin Mathews））

騎士學院的一年級生，夢想成為未來騎士的一員。盔甲是水藍色，盔甲的胸口處有著雞圖樣。
工程天才生，替騎士們升級裝甲、武器及載具；為自己製造了一台黑騎士機甲，得到大家的肯定。
- 艾娃·普倫蒂斯（Ava Prentiss，配音：瑪莉克·亨德里克瑟（英语：Maryke Hendrikse））

羅賓的好友，幫助騎士們對抗邪惡的技術專家。負責IT支援，梅洛克2.0也是她發現並上載到移動城堡。
- 梅洛克（Merlok，配音：布萊恩·德拉蒙德）

騎士王國最後一位巫師，負責守護王國裡的魔書，在第一集使用了大爆炸魔法犧牲了自己使克雷得以從小丑手中逃脫。
- 梅洛克2.0（Merlok 2.0，配音：布萊恩·德拉蒙德）

數位巫師導航員，負責發送數位魔法力量幫助騎士們。梅洛克在圖書館爆炸後失蹤，後被艾娃從零散的數據中找到並被上載到國王的移動城堡，作為騎士們的軍師；騎士們需要升級力量時，梅洛克會為他們揀選不同的Nexo能量作充能。
- 哈伯特國王（King Halbert，配音：布萊恩·德拉蒙德）

騎士國王，梅西的父親和女王的丈夫。
盔甲是金色，盔甲的胸口處有著獅子圖樣。個性溫和，但令人覺得是無能的君王；反對公主當騎士；國王機甲的駕駛員。
- 哈伯特女王（Queen Halbert，配音：妮可·奧利佛）

騎士女王，梅西的母親和國王的妻子。
和公主一樣天生好打，支持公主當騎士。
- 赫伯·赫伯森（Herb Herbertson，配音：布萊恩·德拉蒙德）

騎士王國的常駐新聞主播（旁白）。

### 反派
- 小丑（Jestro，配音：文森·童（英语：Vincent Tong））（花名：小丑BB）

未來騎士之一的主要敵人。曾是國王的宮廷小丑，但其笨拙行為時常被嘲笑，且又受到魔物之書的蠱惑下解放了書中的怪獸以報復王國。
- 魔物之書（Book of Monsters，配音：馬克·奧利佛（英语：Mark Oliver））

從第一頁到最後一頁都充滿著怪獸和魔法的邪惡之書，小丑在書上揮一揮魔棒就能召喚魔獸。靠吃掉其他邪惡之書來增強召喚出來的魔物。
在第一季中召喚熔岩魔物，其後會有海洋魔物及自然魔物。
- 麥格瑪將軍（General Magmar）: 煞星之一；是邪恐小丑軍中的戰略家、戰士及廚師。

- 岩魔摩爾特（Moltor）: 煞星之一；邪恐小丑軍中的戰士，是炎魔花瑪的雙胞哥哥，身體異常堅硬。他不善辭令，喜歡以拳頭代替說話。在戰場上與弟弟組成"熱力與重力"組合。

- 炎魔花瑪（Flama）: 煞星之一；邪恐小丑軍中的戰士，是岩魔摩爾特的雙胞弟弟，身體由高溫的流體熔岩組成，在戰場上與哥哥組成"熱力與重力"組合。

- 魔獸大師（Beast Master）: 煞星之一；能控制高級的魔獸。

- 熔岩莉亞（Lavaria）: 煞星之一；喬裝高手、出色的間碟。

- 恐懼之主韋伯維拉（Whiparella）: 煞星之一；花名嚇怕維拉，會用手上的鞭子使他人產生恐懼。

- 獨眼巨人史柏斯（Sparkz）: 高大的怪物，但缺乏智慧；偶像是對敵的克雷。

- 熔岩魔獸伯恩奇（Burnzie）: 高大的怪物，武器是槌子。

- 圖書管理員（Bookkeeper）: 第一隻被小丑召喚的魔獸，負責托著魔物之書四處走動，經常捲入小丑及魔物之書的鬥氣中而無所適從，是個相當令人同情的角色。

## 商品
《樂高未來騎士團》是樂高根據城堡幻想題材所推出的主題玩具，最初於2015年的紐約動漫展上釋出消息，並正式於2016年1月發售。這也取代了《樂高神獸傳奇》系列。

### 套裝盒組
2016.1-12
- 70310 Knighton Disc Launchers（台譯：騎士王國飛盤發射車）
- 70311 Chaos Catapult（台譯：爆炎投石車）
- 70312 Lance's Mecha Horse（台譯：蘭斯的機械馬）
- 70313 Moltor's Lava Launcher（台譯：魔爾特的熔岩粉碎機）
- 70314 Beast Master's Chaos Chariot（台譯：魔獸大師的魔球獸投石車）
- 70315 Clay's Rumble Blade（台譯：克雷的聖劍戰車）
- 70316 Jestro's Evil Mobile（台譯：小丑的巨輪炎魔碉堡）
- 70317 Fortrex（台譯：未來騎士移動要塞）
- 70324 Merlok's Library 2.0（台譯：梅洛克2.0圖書館）
- 70325 Infernox captures the Queen（台譯：巨炎魔大進攻）
- 70327 The King's Mech（台譯：騎士王國機甲機器人）
- 70318 The Glob Lobber（台譯：爆炎發射攻城車）
- 70319 Macy's Thunder Mace（台譯：梅西的雷霆狼牙棒戰車）
- 70320 Aaron Fox's Aero-Striker V2（台譯：阿隆的空襲戰鬥機V2）
- 70321 General Magmar's Siege Machine of Doom（台譯：麥格瑪將軍的末日攻城車）
- 70322 Axl's Tower Carrier（台譯：艾克索的塔防戰鬥車）
- 70323 Jestro's Volcano Lair（台譯：小丑的終極炎魔巢穴）

終極版
- 70330 Ultimate Clay（台譯：終極未來騎士克雷）
- 70331 Ultimate Macy（台譯：終極未來騎士梅西）
- 70332 Ultimate Aaron（台譯：終極未來騎士阿隆）
- 70333 Ultimate Robin（台譯：終極未來騎士羅賓）
- 70334 Ultimate Beast Master（台譯：終極魔獸大師）
- 70335 Ultimate Lavaria（台譯：終極岩漿莉亞）
- 70336 Ultimate Axl（台譯：終極未來騎士艾克索）
- 70337 Ultimate Lance（台譯：終極未來騎士蘭斯）
- 70338 Ultimate General Magmar（台譯：終極麥格瑪將軍）
- 70339 Ultimate Flama（台譯：終極火男）

膠袋裝
- 30371 Knight's Cycle（台譯：騎士摩托車）
- 30372 Robin's Mini Fortrex（台譯：羅賓的坦克堡壘）
- 30373 Knighton Hyper Cannon（台譯：騎士王國超級大砲）
- 30374 The Lava Slinger（台譯：熔岩史林格）

## 手機遊戲
《樂高®未來騎士團: 梅洛克2.0》（英語：Lego® NEXO Knights™: Merlok 2.0）是一款動作戰鬥手機遊戲，於2015年12月19日發布在Android和iOS上提供下載。
玩家可以透過蒐集不同盾牌，並且利用掃描的方式，獲取該盾牌的力量，來發揮未來騎士團不同的英雄技能。掃描的方式，可以分成單一Nexo騎士力量，以及複合Nexo騎士力量。前者掃描一次一個盾牌即可獲取技能；後者一次掃描三個盾牌，發揮組合技能，讓英雄技能發揮不一樣的結合效果。如果某一個力量達到精通狀態時，就可以獲得星星。盾牌技能的種類可以分成五大類：藍色、綠色、黃色、紅色、白色。
遊戲中玩家可以透過升級角色裝備與戰車(根據不同角色，需要不同顏色的藍圖)，來提升角色的能力。遊戲中也能透過寶箱收集不同顏色水晶，打造強化能力。
| 角色戰車  | 搭配角色    | 搭配升級藍圖 | 外觀顏色 |
| --------- | ----------- | ------------ | -------- |
| 神劍飛車  | 克雷(Clay)  | 藍色藍圖     | 藍色     |
| 飛弓第2版 | 阿隆(Aaron) | 綠色藍圖     | 綠色     |
| 機甲戰馬  | 蘭斯(Lance) | 白色藍圖     | 藍綠色   |
| 雷神之錘  | 梅西(Macy)  | 紅色藍圖     | 紅色     |
| 運塔車    | 艾克索(Axl) | 黃色藍圖     | 橘黃色   |

遊戲中玩家還可以在選擇關卡的時候，將羊消滅，以獲取積木顆粒，消滅白色的羊可以獲取少許積木顆粒，消滅金黃色的羊則能獲取較多積木顆粒。
目前遊戲支援不同地區的介面語言包含25種：英文(美國)、英文(英國)、德文、德文(比利時)、西班牙文、西班牙文(拉丁美洲)、荷蘭文、日文、韓文、法文、法文(比利時)、丹麥文、芬蘭文、瑞典文、挪威文、中文(臺灣)、中文(香港)、中文(中國)、捷克文、匈牙利文、義大利文、波蘭文、俄文、烏克蘭文、羅馬尼亞文
遊戲支援的遊戲語音包含22種：英文(美國)、英文(英國)、德文、德文(比利時)、西班牙文、西班牙文(拉丁美洲)、荷蘭文、日文、韓文、法文、法文(比利時)、丹麥文、芬蘭文、瑞典文、挪威文、中文(中國)、捷克文、匈牙利文、義大利文、波蘭文、俄文、羅馬尼亞文

## 備註
1. ↑  從國王、公主的象徵圖樣可以看到獅子和龍，可見由Castle系列轉變到Nexo系列的期間中，獅國和龍國已結為同盟。

## 外部連結
- 官方网站
- 互联网电影数据库（IMDb）上《LEGO NEXO Knights》的资料（英文）